# О'Шакі Фостер
О'Шакі Домінік Вільямс Фостер (англ. O'Shaquie Dominique Williams Foster; нар. 17 вересня 1993) — американський боксер-професіонал, чемпіон світу за версією WBC у другій напівлегкій вазі (2023—2024, 2024). 